# Reidar Kvammen
Reidar Kvammen (Stavanger, 23 de juliol de 1914 - Stavanger, 27 d'octubre de 1998) fou un futbolista noruec de les dècades de 1930 i 1940 i entrenador.
Pel que fa a clubs, passà tota la seva carrera al Viking. Fou el primer futbolista noruec en arribar als 50 partits internacionals, fins a arribar als 51, amb 17 gols marcats. Guanyà la medalla de bronze als Jocs Olímpics de 1936 i participà en el Mundial de 1938. Un cop retirat fou entrenador de Molde, Bryne i Viking.